# Zielony Most (Wilno)
Zielony Most (lit. Žaliasis tiltas) – most w Wilnie, na Wilii; łączy Nowe Miasto i Śnipiszki. Z mostu usunięto w 2015 sowieckie rzeźby.
Pod mostem wisi rzeźba Łańcuch należąca do cyklu Znaki Wilna. Jest najstarszym mostem w Wilnie. Pierwsze wzmianki o moście w tym miejscu pochodzą z 1386 r.
Most ten powstał podczas długoletnich (1731-1746) rządów Jana Sołłohuba jako Podskarbiego Wielkiego Litewskiego. Jak pisze Julian Bartoszewicz w artykule o Janie Sołłohubie w 1854 r., dochody z prawa przewozu przez Wilję, zapewne przez most który uległ zniszczeniu, przysługiwały proboszczowi kościoła św. Trójcy jako uposażenie szpitala. Sołłohub wystawił most zwany zielonym od pierwotnego wymalowania. Podskarbi obiecał wystawić most z własnych funduszów, zaś z dochodów odebrać sobie wydatek na budowę, gwarantując jednako rocznie 560 złotych polskich i 22 grosze na szpital (około 50-60 tysięcy PLN, licząc wg siły nabywczej).  Sołłohub zawarł ugodę z proboszczem św. Trójcy w 1739 r., a jeszcze do 1772 r. Sołłohubowie pobierali dochody z przewoźnego przez most.
Pod mostem znajduje się rzeźba, jeden ze znaków Wilna – Łańcuch (lit. Grandinė).